# The Cowboy Millionaire
The Cowboy Millionaire is een Amerikaanse western uit 1909. Met deze film maakten zowel acteurs Tom Mix en William Garwood als William Stowell hun debuut. Op de stomme film is auteursrecht niet meer van toepassing. Een kopie ligt bij het EYE Filmmuseum.

## Verhaal
Een cowboy uit Idaho krijgt een telegram vanuit Chicago waarin staat dat zijn oom is overleden en hem een fortuin heeft nagelaten.

## Rolverdeling
| Acteur          | Personage |
| --------------- | --------- |
| Tom Mix         | Onbekend  |
| Mac Barnes      | Onbekend  |
| William Garwood | Onbekend  |
| Adrienne Kroell | Onbekend  |
| William Stowell | Onbekend  |
| Carl Winterhoff | Onbekend  |